# Díthorba
Nella mitologia irlandese Díthorba o Diothorba fu un re supremo dell'Irlanda. Regnò in rotazione con i cugini Áed Ruad e Cimbáeth (ciascuno per tre periodi di tre anni).
Alla morte di Áed la figlia Macha pretese il trono. Gli zii rifiutarono e allora lei li affrontò e li sconfisse in battaglia. Díthorba fu ucciso nel Connacht.

## Fonti
- Seathrún Céitinn, Foras Feasa ar Éirinn 1.27
- Annali dei Quattro Maestri M4469-4539